# 노랑눈썹멧새
노랑눈썹멧새(영어: Yellow-browed Bunting, 학명: Emberiza chrysophrys)는 참새목 멧새과에 속하는 새이다.

## 생김새
눈 위쪽에 있는 노란색 눈썹선이 특징이다. 귀깃 끝에 작은 흰색 점이 있다.

### 수컷
머리중앙선이 흰색이고 머리가 검은색이다. 눈앞과 귀깃이 검은색이고 뺨밑선과 멱이 흰색이다.

### 암컷
수컷과 달리 눈앞과 귀깃이 갈색이고 머리중앙선의 일부가 담황색이다. 

## 서식지
시베리아 중부와 중동부에서 번식하고 중국 동부와 남부에서 월동한다. 산림 가장자리 덤불이나 초지, 관목 아래에서 다른 멧새과 조류들과 함께 먹이를 먹는다.